# Карантанская культура
Карантанская культура — славянская раннесредневековая археологическая культура Приальпийского региона, так же включавшая в себя верхнее течение Дравы (с Муром), верховья Савы и смежные земли бассейна Энса. Соотносится с хорутанами — основным населением Карантании, непосредственными предками словенцев. 

## Материальная культура
Наиболее ранние могильники, связываемые исследователями со славянским населением, в Приальпийском регионе датируются последними десятилетиями VI в. Захоронений по обряду кремации в них нет, отсутствует и лепная керамика, столь характерная для многих земель ранне средневекового славянства. Умерших хоронили по обряду трупоположения с широтной ориентацией. Так, в могильнике Подмелцу-Башка в Словении раскопками открыты трупоположения, обращенные головой на запад. Вещевой материал небогат: железные пряжки, ножи и фрагменты гончарной глиняной посуды. Пряжки позволяют датировать захоронения второй половиной VI или началом VII в. Аналогичные могильники исследовались в Гойаче-Морлеке в окрестностях Горичи, в Лашке при Целе, Бледе и Крани. В первом некрополе при трупоположениях с широтной ориентацией обнаружены стремена и другие вещи, датируемые концом VI в. В большом могильнике в Лашке найдены стеклянные бусы, бронзовая игла, фрагменты керамики, позволившие определить время памятника концом VI—VII в. Старшая фаза карантанской культуры именуется кеттлахской (VIII — первая половина IX в.) по раскопанному еще в середине XIX в. могильнику Кеттлах около Глогниц в Австрийской Штирии . Одним из типичных памятников этой фазы является некрополь Блед-Пристава. Умерших хоронили в направлении запад — восток (с сезонными отклонениями) в могильных ямах (иногда на досках), на спине, со сложенными руками. Инвентарь богат и многообразен. Это проволочные височные кольца, серьги со стеклянными ягодообразными привесками, фибулы, шейные цепочки, привески, молоточкоподобные брактеаты, перстни, стеклянные бусы и глиняные сосуды. Последние принадлежат к дунайской гончарной керамике.
Проволочные височные кольца представлены несколькими типами. Весьма распространенными были кольца, завершающиеся на одном конце крючком, на другом — петлей или крючками на обоих концах. Кроме Карантании, они встречены в Северной Далмации и Хорватии, а также в смежных районах Нижней Австрии и Баварии. В Приалыпийском регионе имели широкое хождение еще проволочные кольца с концами, перевязанными отдельной проволочкой. На кеттлахской стадии здесь получают некоторое распространение и кольца с эсовидным концом, очевидно свидетельствуя о происхождении какой-то части славян Приальпийских земель из среды исторических славен — носителей пражско-корчакской культуры. Об этом говорит и зафиксированный письменными документами этноним дулебы, локализуемый где-то в бассейне р. Мур. В отличие от основного региона эсоконечных височных колец, на территории карантанских славян такие украшения имеют на противоположном конце крючок — гибридное образование из весьма распространенных в Карантании височных колец и привнесенных эсоконечных.
Большинство могильников карантанской культуры функционировали как в старшей, так и в младшей фазе. Переход между фазами был весьма плавным, эволюционным, тем не менее облик второй фазы рассматриваемой культуры был своеобразным.
Доминирующей ориентировкой погребенных младшей фазы (вторая половина IX—X в.) было направление северо-запад — юго-восток (с сезонными отклонениями). Как и раньше, какого-либо определенного порядка в расположении могил не наблюдается. Умершие помещались в грунтовые ямы нередко на доске или под доской, руки складывались на корпусе. Инвентарь многих захоронений очень скромен: серьга или височное кольцо, перстень в женских захоронениях, нож и кресало — в мужских. Другие погребения характеризуются множеством украшений: несколько височных колец и серег, фибулы, перстни, богатые шейные ожерелья и др. Если раньше украшения изготавливались преимущественно из проволоки или кованых пластин, то теперь распространение получает техника литья и эмали.
Типичными украшениями карантанских славян становятся лунничные височные кольца. Ранние экземпляры их — с простыми прочерченными узорами неправильно-геометрического облика или с растительной и зооморфной орнаментацией — появились еще в старшей фазе. Во второй фазе наряду с аналогичными кольцами широкое хождение получают лунничные украшения с полихромными выемчатыми эмалями. Техника эмальерного дела пришла к альпийским славянам из каролингского мира. Рейнские параллели проявляются и в бытовавших в карантанской культуре шайбообразных фибулах . Лунообразные украшения являются позднеантичным наследием, переработанным карантанскими славянами. В ряде мест Приальпийского региона продолжали бытовать и эсоконечные височные кольца.